# کلیسای سرکیس مقدس (خوی)
کلیسای سرکیس مقدس یا کلیسای فنایی مربوط به سده ۱۶ میلادی (سدهٔ‌های ۷ و ۸ قمری) است و در خوی، حومه شهر واقع شده و این اثر در تاریخ ۲۵ اسفند ۱۳۷۹ با شمارهٔ ثبت ۳۳۸۰ به‌عنوان یکی از آثار ملی ایران به ثبت رسیده‌است.
مصالح اصلی به کار رفته در کلیسا تخته‌سنگ، سنگ‌های لاشه‌ای، آجر و سنگ‌های تراش خوردهٔ آذرین است. در بخش‌هایی، از سنگ‌های لاشه‌ای کوچک و در مواردی، قلوه سنگ نیز به منزلهٔ مصالح فرعی استفاده شده‌است. ‏کلیسا مشتمل بر نمازخانه‌ای منفرد و مستطیل شکل به طول ۷۰/ ۱۴ و عرض ۱۰ / ۱۱ متر و دارای محور اصلی شرقی غربی است. کلیسا یک ورودی اصلی در ضلع غربی دارد. این ورودی، که بر طبق آموزه‌های مذهبی مسیحی راه ورود به کلیسا است، بر روی محور شرقی غربی و درست، در مقابل محراب واقع شده‌است. فضای داخلی کلیسا، به شیوهٔ بازیلیکا سه ناوی و ستون‌دار ساخته شده‌است. صحن اصلی کلیسا با چهار ستون سنگی، که سطح آنها را با اندود گچی پوشانده‌اند و در دو ردیف موازی کنار هم قرار گرفته، به سه ناو تقسیم می‌شود.